# Motobloc Type H
Der Motobloc Type H ist ein Pkw-Modell der 1900er Jahre. Hersteller war Motobloc im französischen Bordeaux.

## Beschreibung
Das Modell wurde im Dezember 1904 auf dem Pariser Autosalon präsentiert. Die Produktion lief von 1905 bis 1909. Eine andere Quelle gibt den Bauzeitraum mit 1904 bis 1906 sowie 1908 an.
Es ist das erste Modell dieses Herstellers mit einem Vierzylindermotor. Es war eine Eigenentwicklung. Jeweils zwei Zylinder sind zusammengefasst. Zwischen den beiden Blöcken befindet sich das Schwungrad. Das Getriebe ist mit dem Motor verblockt. Der Motor ist vorn im Fahrgestell eingebaut und treibt die Hinterachse an.
Die erste Ausführung bis 1906 wurde auch 16/20 CV genannt. Jeder Zylinder hat 95 mm Bohrung und 120 mm Hub, was 3402 cm³ Hubraum ergibt. 1907 wurde die Bohrung auf 100 mm erhöht, was zu 3770 cm³ Hubraum und zur Bezeichnung 24 CV führte. Für diese zweite Ausführung ist ein Vierganggetriebe und die Wahl zwischen Ketten- und Kardanantrieb bekannt.
Ein Fahrzeug dieses Typs nahm vom 20. bis zum 27. August 1905 am „Coupe des Pyrénées“ teil. Dies war eine Ausdauerfahrt über rund 1300 km mit Start und Ziel in Toulouse. Zwischenziele waren Pau, Foix, Cauterets, Lourdes, Oloron-Sainte-Marie und Perpignan. Maurice Versein fuhr einen Wagen mit Lartigue als Mechaniker sowie Herrn und Frau Giocconti als Passagiere. Maurice Girard mit den Passagieren Montariol, Noël und André fuhr einen zweiten Wagen dieses Typs. Sie waren als Doppelphaeton karossiert.
Im zweiten Jahr nach der Einstellung folgte der Type AN von 1911 bis 1914 mit Sechszylindermotoren ähnlicher Größe.